# Джигджиг
Джигджиг — покинутое село в Ахтынском районе Дагестана.

## География
Село Джиг-Джиг расположено в юго-восточной части Ахтынского района. До районного центра Ахты от Джиг-Джига — 28 километров. До близлежащего села Маза — 7 километров. Село делилось на кварталы: Вини мягьле, Агъа мягьле, КIакIаяр. Вокруг селения находятся урочища: Мекье, ЧукIун, Эрдин кIам, Цгунгун ачI, Раталлай кьил, Вини чIун, Агъа чIун, Зузар, Латар, Къайи булахар, Ужур, Верхешан, Вини гуьней, Агъа гуьней, Ужах, Тарак. Родники: Къуртан булах, НучIран булах, Къайи булах, Ужар тIулан булах, Верхешандин булах.

## История
С начала XVI века по 1839 год Джиг-Джиг входит в Докузпаринское вольное общество. В 1839 году Джиг-Джиг вошёл в состав Российской империи. Административно входил в состав Самурского округа Дагестанской области. Вместе с селом Ихир образовал Ихирское сельское общество Докузпаринского наибства (с 1899 года Докузпаринский участок). В середине XIX века, как пишет профессор Хидир Рамазанов, 24 двора Джиг-Джига из-за безземелья переселилось на территорию нынешнего Азербайджана. В 1960-е годы вместе с селом Маза образовала Мазинский сельсовет. Входил в колхоз имени Серго Орджоникидзе. Жители Джиг-Джига переселились в село Бут-Казмаляр Магарамкентского района Дагестана.

## Население
До переселения в селе Джиг-Джиг жили лезгины, мусульмане-сунниты. В 1869 году в селе Северный Джиг-Джиг проживало 439 человек, из них мужчин — 240, женщин — 199. Село состояло из 52 дымов. В Южном Джиг-Джиге проживало 135 человек, из них мужчины — 74, женщины — 61, дымов было 21. В 1886 году население села составляло 437 человек.. На данный момент в селе никто не живёт. Исторически население Джиг-Джига делилось на тухумы: Гьашиманбур, КIакIаяр, Къундаванбур, Гьемзеяр, Къартияр.